# Panther Lake (microprocessador)
Panther Lake és un nom en clau per als processadors Core Ultra Series 3 desenvolupats per Intel. Es preveu que els primers processadors Panther Lake es llancin al segon semestre del 2025. S'espera que es produeixin principalment internament, amb part de la producció externalitzada a TSMC. S'espera que tingui gràfics integrats Intel Arc Xe3.
Intel diu que els xips Panther Lake combinen l'eficiència energètica de Lunar Lake amb el rendiment d'Arrow Lake-H, i assenyala que, tot i que els xips estaran en producció a la segona meitat del 2025, presumiblement llançats al CES, la disponibilitat completa al detall no arribarà fins a principis del 2026. Intel va insinuar que els xips vindran amb els gràfics integrats de nova generació amb gràfics XMX, però a part de dir que el rendiment de la iGPU serà més proper al de Lunar Lake que al d'Arrow Lake, l'empresa no va donar més detalls. Es creu que aquestes iGPU es basen en l'arquitectura Xe3.
TSMC va començar la producció de prova del seu procés de 2 nm el juliol de 2024 abans de la producció en massa prevista per a finals de 2025. No s'espera que el procés de fabricació A16 de TSMC arribi abans de finals de 2026 o principis de 2027.